# سرزة تشاركان (غافروبارمون)
سرزة تشارکان (بالفارسية: سرزه چارکان) هي قرية تقع في إيران في هرمزغان. يقدر عدد سكانها بـ 75 نسمة بحسب إحصاء 2016.